# Museo Casa de las Bolas
El Museo Casa de las Bolas de Aranda de Duero (Burgos) expone los fondos pictóricos donados al Ayuntamiento por el ingeniero de minas Félix Cañada Guerrero (Cedillo de la Torre, 1925- ), que pasó su infancia en la ciudad.
Se trata de obras de la pintura europea que abarcan desde el siglo XVII al XX. 
El Museo Casa de las Bolas también ofrece exposiciones temporales y propuestas de creación artística.
Salas del museo: 
- Planta -1: Exposiciones Temporales.
- Planta 0: Exposición sobre 100 grabados de Salvador Dalí sobre La Divina Comedia de Dante.
- Planta 1: Retratos y arte sacro.

## Casa de las Bolas
El edificio del museo es una construcción del siglo XV, restaurada, que mantiene algunos elementos originales: el arco de medio punto de la fachada, una ventana gótica con alféizar de bolas y la doble cornisa, la inferior con bolas (de ahí el nombre de la casa). 
Según la tradición, fue residencia temporal de la esposa del rey Enrique IV de Castilla, Juana de Portugal, mientras residió en la localidad entre 1461 y 1464 junto a su hija Juana y a los hermanos del rey, los príncipes Alfonso e Isabel.